# 1988-as labdarúgó-Európa-bajnokság (selejtező – 7. csoport)
Az 1988-as labdarúgó-Európa-bajnokság selejtezőjének 7. csoportjának mérkőzéseit tartalmazó lapja. A csoportban Belgium, Bulgária, Írország, Luxemburg és Skócia szerepelt. A csapatok körmérkőzéses, oda-visszavágós rendszerben játszottak egymással.
A csoportelső Írország kijutott az 1988-as labdarúgó-Európa-bajnokságra.

## Tabella
| Hely. | Csapat    | M | Gy | D | V | G+ | G– | Gk  | P  | Továbbjutás                            |     | Írország | Bulgária | Belgium | Skócia | Luxemburg |
| ----- | --------- | - | -- | - | - | -- | -- | --- | -- | -------------------------------------- | --- | -------- | -------- | ------- | ------ | --------- |
| 1.    | Írország  | 8 | 4  | 3 | 1 | 10 | 5  | +5  | 11 | Kijutott az 1988-as Európa-bajnokságra |     | —        | 2–0      | 0–0     | 0–0    | 2–1       |
| 2.    | Bulgária  | 8 | 4  | 2 | 2 | 12 | 6  | +6  | 10 |                                        |     | 2–1      | —        | 2–0     | 0–1    | 3–0       |
| 3.    | Belgium   | 8 | 3  | 3 | 2 | 16 | 8  | +8  | 9  |                                        | 2–2 | 1–1      | —        | 4–1     | 3–0    |           |
| 4.    | Skócia    | 8 | 3  | 3 | 2 | 7  | 5  | +2  | 9  |                                        | 0–1 | 0–0      | 2–0      | —       | 3–0    |           |
| 5.    | Luxemburg | 8 | 0  | 1 | 7 | 2  | 23 | −21 | 1  |                                        | 0–2 | 1–4      | 0–6      | 0–0     | —      |           |

## Mérkőzések
Az időpontok helyi idő szerint értendők.
| 1986. szeptember 10. 20.00 |

| Belgium               | 2–2               | Írország                |
| --------------------- | ----------------- | ----------------------- |
| Claesen 14' Scifo 69' | (1–1) Jegyzőkönyv | Stapleton 18' Brady 90' |

| Baldvin király Stadion, Brüsszel Nézőszám: 22 212 Játékvezető: Ioan Igna (román) |

| 1986. szeptember 10. 20:00 |

| Skócia | 0–0         | Bulgária |
| ------ | ----------- | -------- |
|        | Jegyzőkönyv |          |

| Hampden Park, Glasgow Nézőszám: 35 070 Játékvezető: Erik Fredriksson (svéd) |

| 1986. október 14. 20:00 |

| Luxemburg | 0–6               | Belgium                                                    |
| --------- | ----------------- | ---------------------------------------------------------- |
|           | (0–3) Jegyzőkönyv | Gerets 6' Claesen 9' 54' 89' Vercauteren 41' Ceulemans 87' |

| Stade Municipal, Luxembourg Nézőszám: 9534 Játékvezető: Krzysztof Czemarmazowicz (lengyel) |

| 1986. október 15. 15:30 |

| Írország | 0–0         | Skócia |
| -------- | ----------- | ------ |
|          | Jegyzőkönyv |        |

| Lansdowne Road, Dublin Játékvezető: Einar Halle (norvég) |

| 1986. november 12. 20:00 |

| Skócia                                 | 3–0               | Luxemburg |
| -------------------------------------- | ----------------- | --------- |
| Cooper 24' (11-esből) 38' Johnston 66' | (1–0) Jegyzőkönyv |           |

| Hampden Park, Glasgow Nézőszám: 35 078 Játékvezető: Eysteinn Guðmundsson (izlandi) |

| 1986. november 19. 20:00 |

| Belgium     | 1–1               | Bulgária  |
| ----------- | ----------------- | --------- |
| Janssen 48' | (0–0) Jegyzőkönyv | Tanev 62' |

| Baldvin király Stadion, Brüsszel Nézőszám: 22 780 Játékvezető: Victoriano Sánchez Arminio (spanyol) |

| 1987. február 18. 20:00 |

| Skócia | 0–1               | Írország     |
| ------ | ----------------- | ------------ |
|        | (0–1) Jegyzőkönyv | Lawrenson 7' |

| Hampden Park, Glasgow Nézőszám: 45 081 Játékvezető: Henk van Ettekoven (holland) |

| 1987. április 1. 18:30 |

| Bulgária                 | 2–1               | Írország      |
| ------------------------ | ----------------- | ------------- |
| Tanev 41' 82' (11-esből) | (1–0) Jegyzőkönyv | Stapleton 53' |

| Vasil Levski National Stadium, Szófia Nézőszám: 35 247 Játékvezető: Carlos Silva Valente (portugál) |

| 1987. április 1. 20:00 |

| Belgium                             | 4–1               | Skócia     |
| ----------------------------------- | ----------------- | ---------- |
| Claesen 10' 55' 86' Vercauteren 75' | (1–1) Jegyzőkönyv | McStay 14' |

| Constant Vanden Stock Stadium, Anderlecht Nézőszám: 26 650 Játékvezető: Michel Vautrot (francia) |

| 1987. április 29. 18:15 |

| Írország | 0–0         | Belgium |
| -------- | ----------- | ------- |
|          | Jegyzőkönyv |         |

| Lansdowne Road, Dublin Nézőszám: 49 000 Játékvezető: Heinz Holzmann (osztrák) |

| 1987. április 30. 19:30 |

| Luxemburg   | 1–4               | Bulgária                                    |
| ----------- | ----------------- | ------------------------------------------- |
| Langers 59' | (0–0) Jegyzőkönyv | Sadakov 49' Sirakov 55' Tanev 62' Kolev 82' |

| Stade Municipal, Luxembourg Nézőszám: 1920 Játékvezető: Guðmundur Haraldsson (izlandi) |

| 1987. május 20. 18:00 |

| Bulgária                           | 3–0               | Luxemburg |
| ---------------------------------- | ----------------- | --------- |
| Sirakov 32' Yordanov 39' Kolev 56' | (2–0) Jegyzőkönyv |           |

| Vasil Levski National Stadium, Szófia Nézőszám: 14 756 Játékvezető: Ion Craciunescu (román) |

| 1987. május 28. 20:00 |

| Luxemburg | 0–2               | Írország              |
| --------- | ----------------- | --------------------- |
|           | (0–1) Jegyzőkönyv | Galvin 44' Whelan 63' |

| Stade Municipal, Luxembourg Nézőszám: 4965 Játékvezető: Renzo Peduzzi (svájci) |

| 1987. szeptember 9. 17:30 |

| Írország                  | 2–1               | Luxemburg  |
| ------------------------- | ----------------- | ---------- |
| Stapleton 31' McGrath 75' | (1–1) Jegyzőkönyv | Krings 28' |

| Lansdowne Road, Dublin Nézőszám: 18 000 Játékvezető: Keith Cooper (walesi) |

| 1987. szeptember 23. 18:00 |

| Bulgária              | 2–0               | Belgium |
| --------------------- | ----------------- | ------- |
| Sirakov 19' Tanev 70' | (1–0) Jegyzőkönyv |         |

| Vasil Levski National Stadium, Szófia Nézőszám: 60 000 Játékvezető: Karl-Heinz Tritschler (nyugatnémet) |

| 1987. október 14. 15:30 |

| Írország              | 2–0               | Bulgária |
| --------------------- | ----------------- | -------- |
| McGrath 52' Moran 83' | (0–0) Jegyzőkönyv |          |

| Lansdowne Road, Dublin Nézőszám: 26 000 Játékvezető: Jan Keizer (holland) |

| 1987. október 14. 20:00 |

| Skócia                 | 2–0               | Belgium |
| ---------------------- | ----------------- | ------- |
| McCoist 13' McStay 79' | (1–0) Jegyzőkönyv |         |

| Hampden Park, Glasgow Nézőszám: 16 052 Játékvezető: Paolo Casarin (olasz) |

| 1987. november 11. 15:00 |

| Belgium                             | 3–0               | Luxemburg |
| ----------------------------------- | ----------------- | --------- |
| Ceulemans 18' Degryse 55' Crève 81' | (1–0) Jegyzőkönyv |           |

| Baldvin király Stadion, Brüsszel Nézőszám: 2504 Játékvezető: Egil Nervik (norvég) |

| 1987. november 11. 17:30 |

| Bulgária | 0–1               | Skócia     |
| -------- | ----------------- | ---------- |
|          | (0–0) Jegyzőkönyv | Mackay 86' |

| Vasil Levski National Stadium, Szófia Nézőszám: 49 976 Játékvezető: Helmut Kohl (osztrák) |

| 1987. december 20. 19:15 |

| Luxemburg | 0–0         | Skócia |
| --------- | ----------- | ------ |
|           | Jegyzőkönyv |        |

| Stade de la Frontière, Esch-sur-Alzette Nézőszám: 1999 Játékvezető: Manfred Neuner (nyugatnémet) |